# CVV 1 Pinguino
Il Pinguino era un aliante ad ala centrale, progettato da Ermenegildo Preti e Maurizio Garbell, del Politecnico di Milano, e successivamente realizzato presso il centro per il volo a vela del Regio Politecnico di Milano negli anni trenta.

## Tecnica

### Cellula
La fusoliera era a sezione ovoidale, con una chiglia a spigolo vivo con funzione stabilizzatrice nei confronti di scivolamenti laterali. Il posto di pilotaggio era completamente chiuso da una cupolina trasparente, sporgente, che garantiva visibilità in tutte le direzioni.
Era presente un pàttino d'atterraggio in frassino, ricoperto da lamiera d'acciaio e molleggiato da tamponi di gomma, mentre il pattino di coda consisteva in una striscia di lamiera di duralluminio sotto il becco posteriore.

### Superfici alari
Il veleggiatore era caratterizzato da un'ala centrale ad M completamente a sbalzo, costituita da quattro parti (due centrali, rettangolari, e due esterne, rastremate fino alle estremità).

La parte centrale ha un angolo di diedro di 6°, con profilo Gottinga G 535 fino al gomito, mentre le sezioni rastremate avevano profilo NACA 23012.
Sul dorso dell'ala era presente un diruttore costituito da una lama di duralluminio avente superficie di 600 cm2 e comandato da una maniglia sotto il cruscotto, per peggiorare il rapporto di planata fino a 1:10, portando così la velocità limite da 0,70 a circa 2 m/s.
L'ala, monolongherone a cassetta, era in legno compensato mentre gli attacchi metallici erano in acciaio al carbonio, con spinotti in acciaio al Cr-Mo. L'alettone era diviso in due parti, a corsa differenziale.